# Margarita (Piemont)
Margarita ist eine italienische Gemeinde in der Provinz Cuneo in der Region Piemont.

## Lage und Einwohner
Margarita liegt 13 östlich von der Provinzhauptstadt Cuneo entfernt. Das Gemeindegebiet umfasst 11,38 km² und hat 1412 Einwohner (Stand 31. Dezember 2023). Die Nachbargemeinden sind Beinette, Chiusa di Pesio, Mondovì, Morozzo und Pianfei. 
Margarita hat an der Bahnstrecke Cuneo-Mondovì einen Bahnhof.

## Geschichte

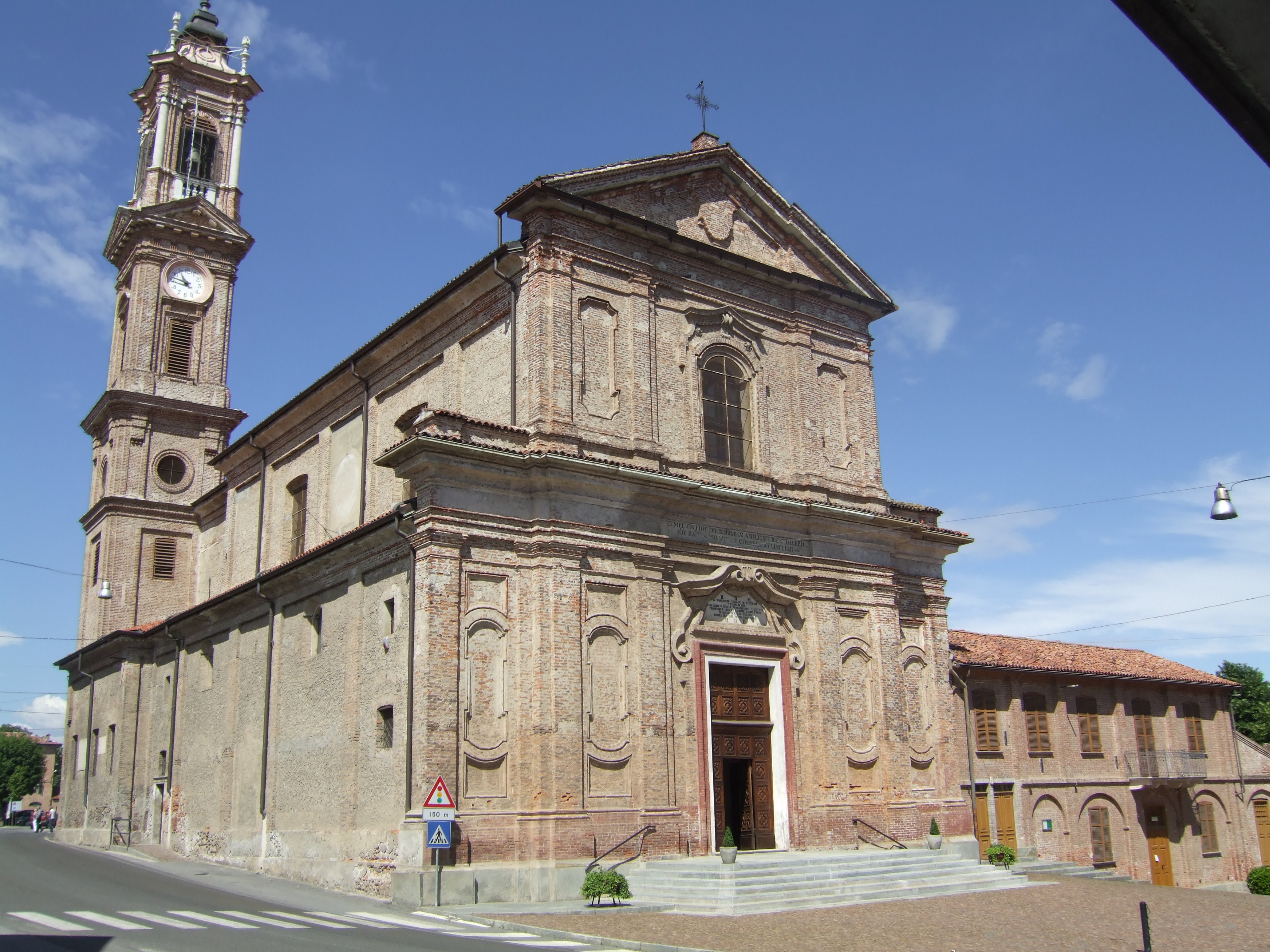
Kirche Heiligen Margherita und Giovanni

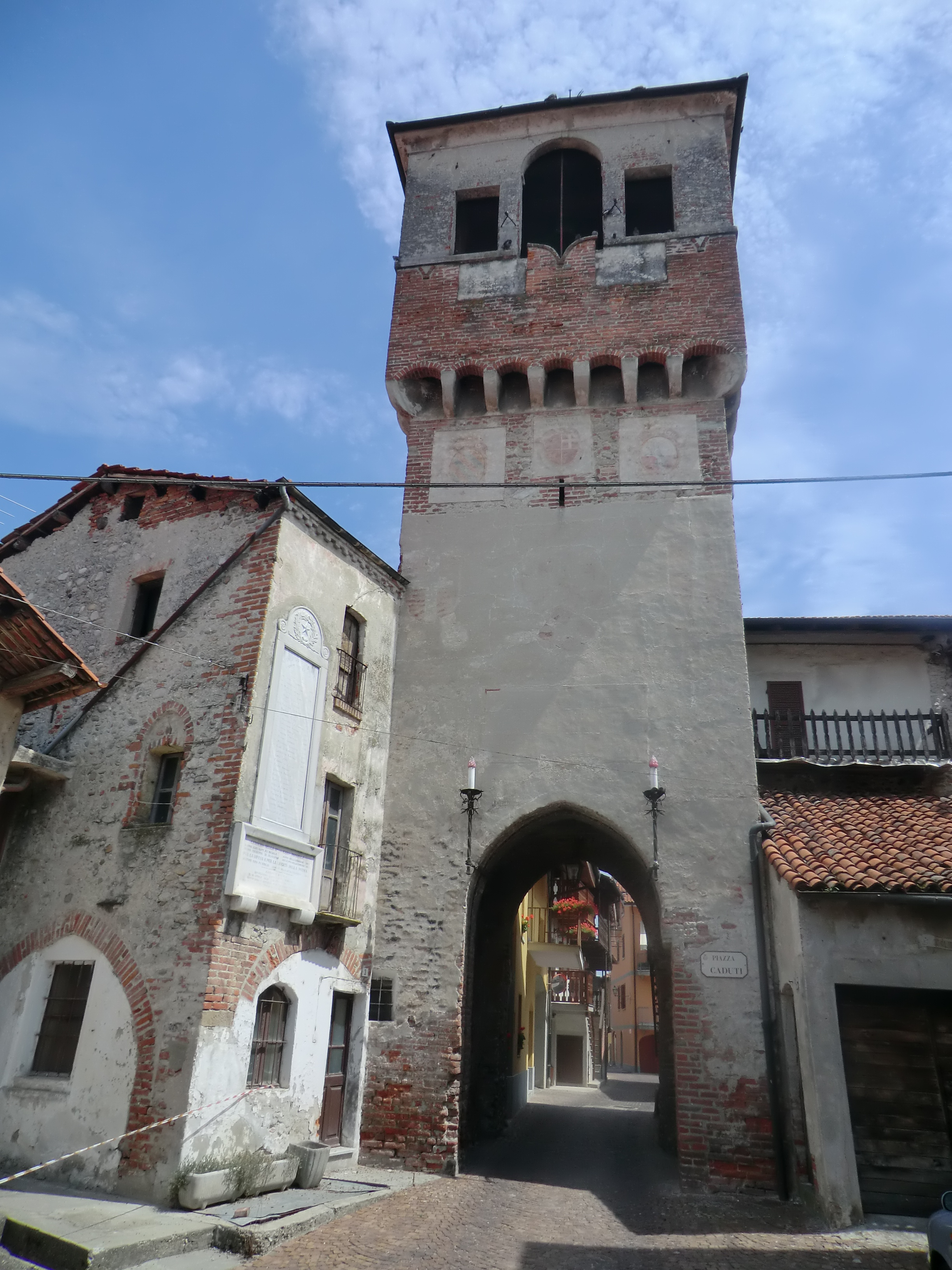
Der Bürgerturm

Der Ortsname leitet sich von der Santa Margherita gewidmeten Kapelle ab, die am 23. März 1018 das erste Mal erwähnt wird.  Seit 1100 im Besitz der Benediktiner befindet und neben einer Grangie steht. Die eigentliche Siedlung entstand in der ersten Hälfte des Jahrhunderts rund um einen Wehrturm, der als Verteidigungsposten diente. Die Existenz einer politisch organisierten Gemeinschaft ist recht früh belegt und reicht mindestens bis in die Mitte des 13. Jahrhunderts zurück. Die eigentliche Siedlung stammt aus dem Ende des 10. Jahrhunderts um einen Turm herum, der den Herren von Morozzo gehörte, die, wenn auch mit Unterbrechungen, bis 1347 die Feudalherren der Gegend waren. Sie wurde von der Gemeinde Mondovì und den Markgrafen besetzt von Ceva und von den Viscontis. Anschließend gelangte es an Fürst Ludovico von Achaia und dann an die Savoyer, die es für kurze Zeit regierten. Es geriet erneut unter die Herrschaft von Mondovì und blieb dort bis 1619, dem Jahr, in dem Carlo Emanuele von Savoyen es Oddino Sandri-Trotti, Graf von Mombasiglio, als Lehen übertrug. 
Die Pfarrkirche der Heiligen Margherita und Giovanni im Barockstil, erbaut im Barockstil zwischen 1725 und 1748 nach einem Entwurf des Architekten Francesco Gallo, in deren Inneren sich wertvolle Gegenstände befinden. Fresken und Stuckarbeiten und der nahegelegene Glockenturm aus dem Jahr 1767 sind wertvolle Baudenkmäler. Der Bürgerturm aus dem 13. Jahrhundert hat trotz zahlreicher späterer Eingriffe seinen mittelalterlichen Ursprung behalten und wurde 1930 restauriert.
Bemerkenswert ist auch die herrschaftliche Villa aus dem 17. Jahrhundert, die als „Schloss“ bekannt ist und über ein einziges Adelsgeschoss verfügt, das von zwei hohen Gebäuden mit quadratischem Grundriss flankiert wird. Die zahlreichen Räume erinnern an Motive des 18. Jahrhunderts mit mythologischen Szenen, ländlichen Landschaften und Blumenmotiven. Schließlich sind noch die zahlreichen Kapellen zu erwähnen, die über das ganze Gebiet verstreut sind und zu bestimmten Zeiten im Jahr ein Ziel für Gebete und Rosenkranzgebete sind.